# Академія наук і мистецтв Косова
Академія наук і мистецтв Косова (алб. Akademia e Shkencave e Arteve e Kosovës; лат. Academia Scientiarum et Artium Kosoviensis; серб. Академіја наука і уметності Косова) — вища наукова установа Республіки Косово.

## Історія і організація
У 1950-ті роки в Косові стали порушувати питання про необхідність проведення наукових досліджень, організованих на найвищому рівні. У 1953 році утворили Інститут албанології, але вже через 2 роки його закрили під тиском югославської влади. У 1967 році Інститут албанології відродили й відтоді він активно залучений у наукове й культурне життя регіону.
У 1970-х роках у Косові посилився національний рух за надання краю свободи рівною іншим югославських республік. Гостро постало питання про створення в Косові вищої наукової установи. У 1974 році Асамблея Косова створила комісію по його створенню. Академія наук і мистецтв Косова була заснована 20 грудня 1975 года. Її першим президентом став Есад Мекулі, що вважається засновником сучасної албанської поезії на території колишньої Югославії. До складу Академії входять чотири відділення: відділення лінгвістики та літератури, відділення соціальних наук, відділення природничих наук і відділення мистецтв.

## Учасники

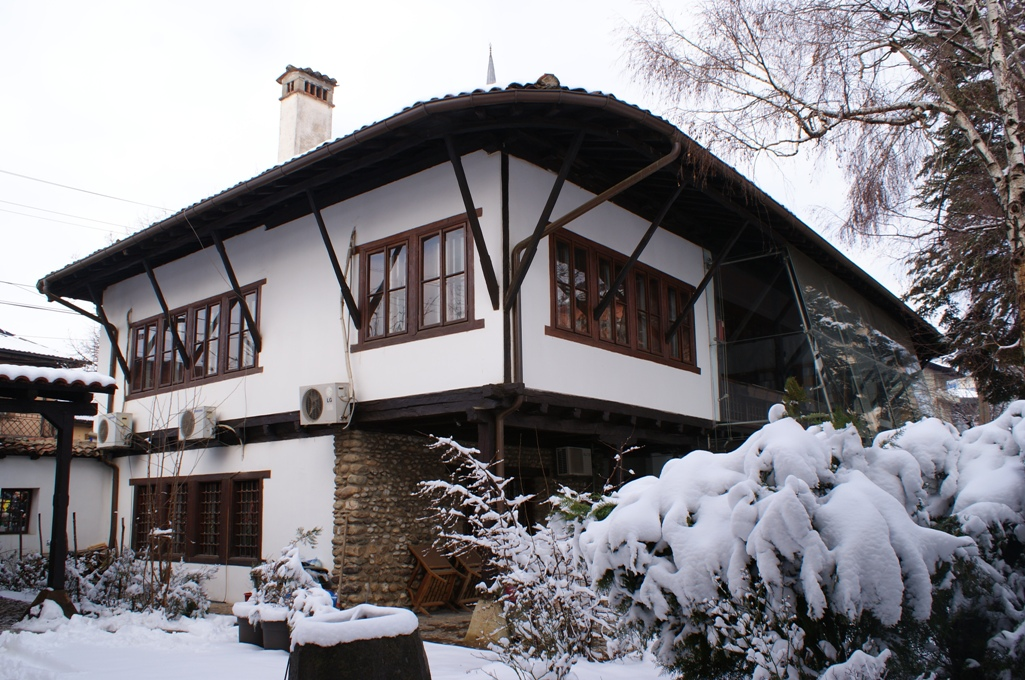
Академія наук і мистецтв Косова (Старе приміщення)

В Академії наук і мистецтв Косова працює 24 штатних і 11 асоційованих діячів. Нинішнім президентом наукової установи є професор Хівзі Ісламі, віце-президентом — професор Паязіт Нуші. Ісуф Красникі — генеральний секретар Академії наук і мистецтв Косова. Керівником відділення лінгвістики та літератури служить поет і письменник Екрем Баша, відділення соціальних наук — історик Юсуф Байрактара, відділення природничих наук — Фейзулах Красникі і відділення мистецтв — скульптор Люаня Мулик. Почесними представниками були або залишаються такі видатні особистості, як албано-американський нобелівський лауреат Ферід Мурад і Мати Тереза.